# Hofsteder Weiher
Der Hofsteder Weiher ist ein Stillgewässer in Bochum-Hofstede unweit des Dorneburger Baches. Das sechs Hektar große Gebiet um den Weiher wurde  im Jahre 1996 zum Naturschutzgebiet deklariert.

## Einzelnachweise

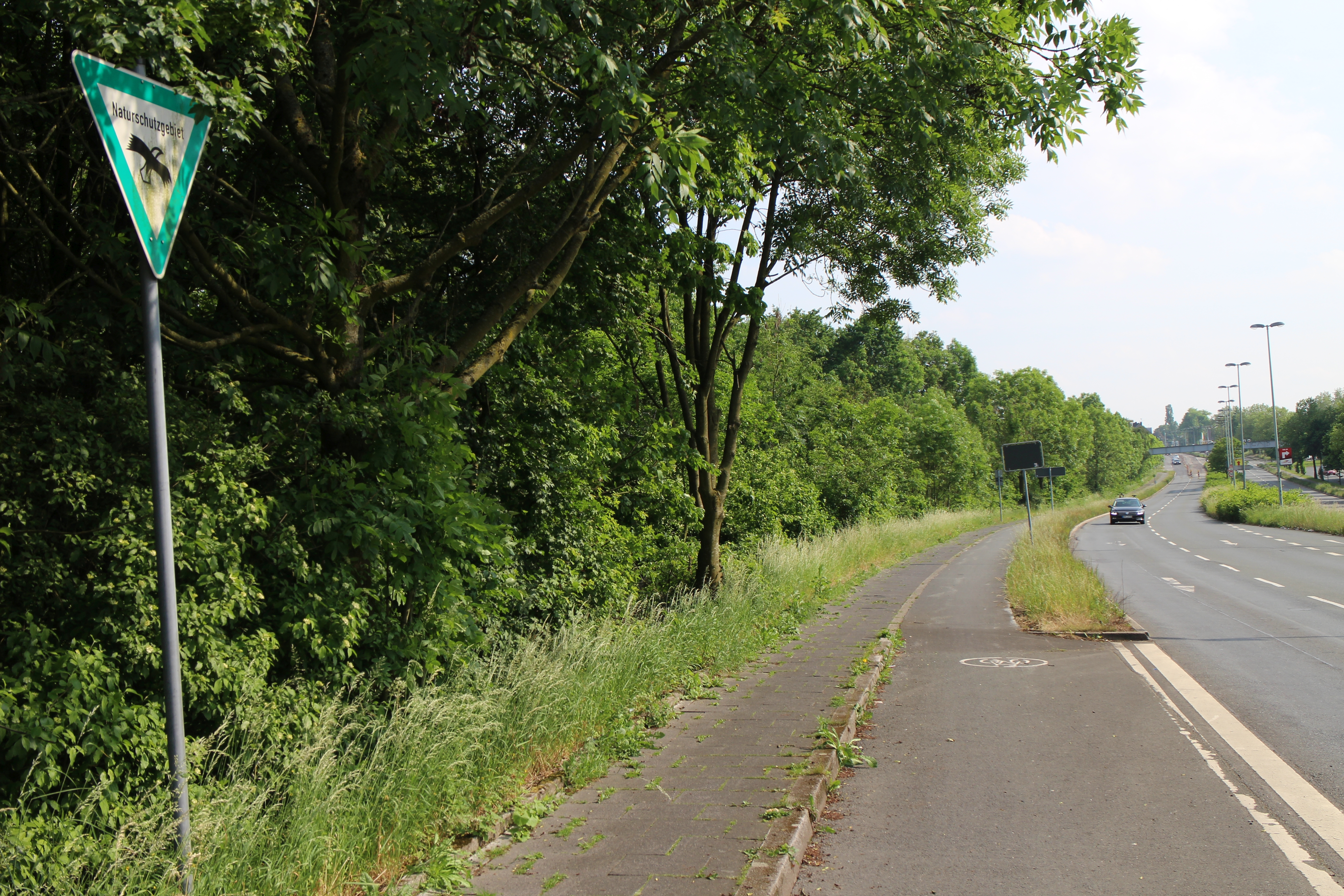
Verlauf des Bochumer Naturschutzgebietes Hofsteder Weiher (BO-003) entlang der Dorstener Straße (B226).